# Odonata (Amethystium-album)
Az Odonata az Amethystium nevű norvég zenei projekt és egyben a „szitakötő-trilógia” első albuma. 2001-ben jelent meg.

## Az album dalai
1. Opaque – 4:45
2. Ilona – 4:44
3. Enchantment – 6:02
4. Dreamdance – 4:18
5. Tinuviel – 3:04
6. Avalon – 5:32
7. Calantha – 4:14
8. Odyssey – 4:42
9. Fairyland – 2:46
10. Paean – 4:46
11. Arcane Voices – 4:03
12. Ascension – 4:41
13. Ethereal – 4:20
14. Lhasa – 3:24